# Nesobrium courtoisi
Nesobrium courtoisi là một loài bọ cánh cứng trong họ Cerambycidae.